# Borstwering (verdedigingswerk)

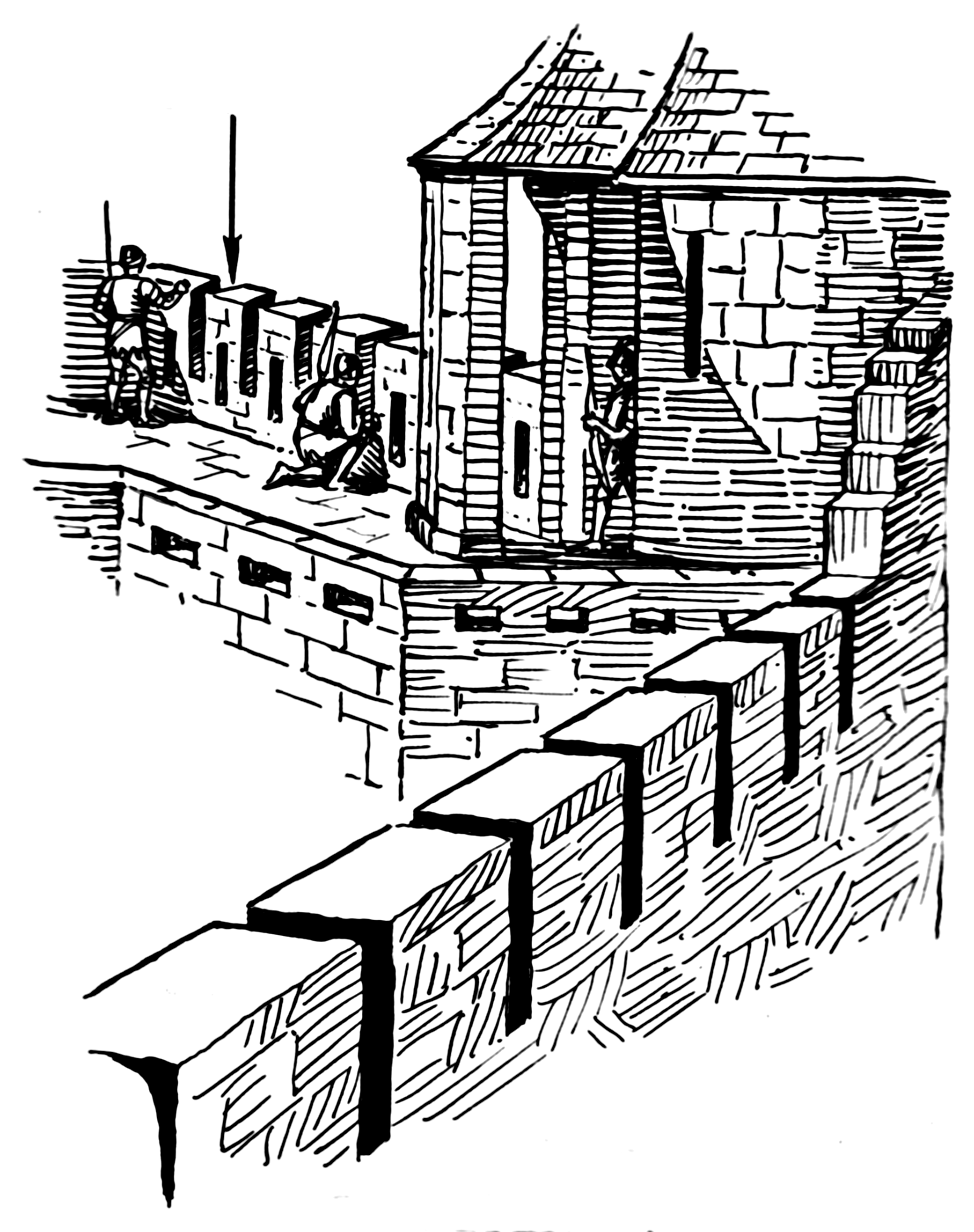
Middeleeuwse borstwering met kantelen

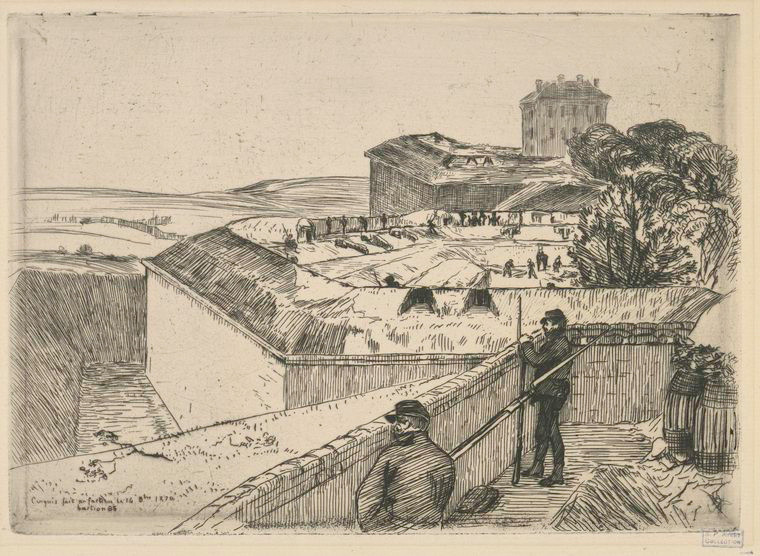
Borstwering van een vesting, 1870

De borstwering bij verdedigingswerken is een dichte lage weermuur tot borsthoogte, ter verdediging van de mensen die zich op de vestingwal bevonden. In de middeleeuwen bestond de borstwering over het algemeen uit een gekanteelde muur. Op veel kastelen is deze vorm van borstwering terug te vinden. In latere tijden werden borstweringen vaak opgeworpen door gebruik te maken van stenen en aarde.
Tijdens de Eerste Wereldoorlog werden deze simpele verdedigingswerken in groten getale gebruikt om de soldaten in de loopgraven te beschermen. Tegenwoordig bestaat een borstwering over het algemeen uit volle zandzakken.
acces · affuit · approche · arsenaal · banket · barbacane · barbette · bastion · bastei · batterij · bedekte weg · beer · berm · blokhuis · bolwerk · borstwering · bres · buitenwerk · bunker · bonnet-traverse · caponnière · circumvallatielinie · citadel · contravallatielinie · contre-approche · contrefossé · contregarde · coupure· contrescarpe · courtine · couvre-face · cunette · damsluis · Dienst der Fortificatiën · demi-lune · dwingel · enveloppe · erkertoren · escarpe · face · faussebraye · flank · flèche · fort · fossé · glacis · gracht · halve maan · hamei · hoornwerk · inundatie ·  inundatiekanaal · inundatiesluis · Italiaans vestingstelsel · kat · kazemat · keel · kroonwerk · kruithuis · landpoort · linie · lunet · mezekouw · Nieuw Nederlands Vestingstelsel · onderwal · ontmanteling · opril · Oud-Nederlands vestingstelsel · palissade · papenmuts · plongee · polygonaal stelsel · poortgebouw · poterne · pulvertoren · ravelijn · redan · redoute · reduit · retranchement · rondeel · saillant · sas · schans · schietgat · schilderhuis · schootsveld · singel · sortie · stadsmuur · stadspoort · tamboer · terreplein · tenaille · tobruk · torenfort · traverse · valhek · verdedigingswerk · vesting · vestingstad · voorwerk · wal · walstraat · waltoren · wapenplaats · waterlinie · waterpoort · weermuur · wolfskuil · zwaluwstaart